# آنجلو گرگوریو
آنجلو گرگوریو (انگلیسی: Angelo Gregorio؛ زادهٔ ۱۱ آوریل ۱۹۹۱) بازیکن فوتبال اهل ایتالیا است.
از باشگاه‌هایی که در آن بازی کرده‌است می‌توان به باشگاه فوتبال بولونیا و باشگاه فوتبال چزنا اشاره کرد.